# Antracología

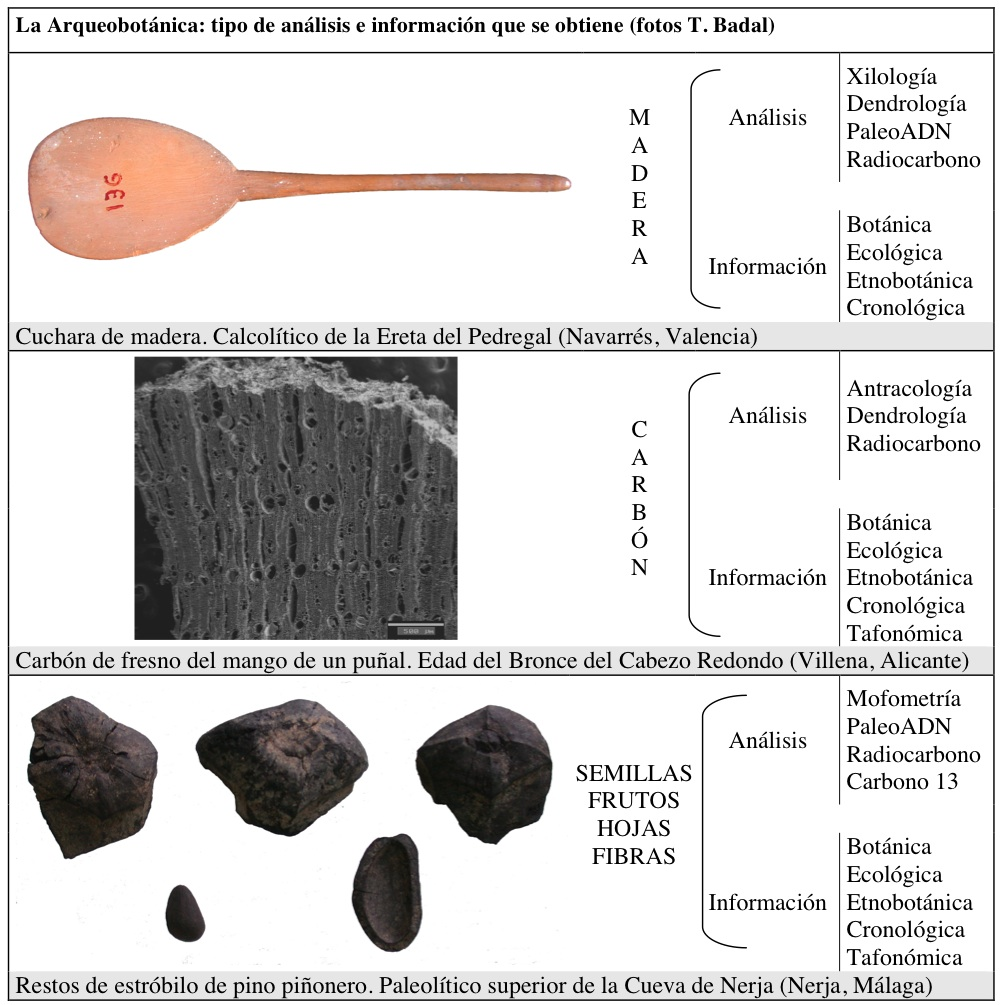

La antracología se encarga de la recolección, identificación botánica y conservación de los carbones y maderas recuperados en contextos arqueológicos o yacimientos naturales. Dichos restos son patrimonio cultural y biológico, por tanto, tienen un doble interés, tanto para la Historia humana en su relación con el entorno, como para la Historia natural al reconstruir la trayectoria de las especies y de la biodiversidad vegetal.
El carbón y la madera son unos materiales que contienen múltiples informaciones: taxonómica, ecológica, botánica, etnográfica, cronológica, etc. Pero para obtener alguna de esas informaciones, el método de análisis empleado es destructivo y, por tanto, su secuencia de análisis debe ser concertada entre los especialistas, de modo que no se destruya ningún tipo de información.

## Información taxonómica
Por medio de análisis del tejido vegetal, tanto en madera como en carbón, se conoce el género y a menudo la especie de las plantas leñosas. El carbón o la madera no reciben ningún tratamiento químico para su identificación botánica.

## Información ecológica
La identificación de todos los fragmentos de carbón o de madera de un nivel arqueológico o natural nos da una lista de plantas leñosas que, normalmente, tienen afinidades ecológicas; por tanto se pueden reconstruir las condiciones medioambientales de un lugar en un momento cronológico dado.

## Información botánica
Con los carbones y maderas se puede conocer la paleovegetación de las regiones y seguir la historia de las especies vegetales. Normalmente se obtiene una imagen de la vegetación local y leñosa; por tanto se complementa muy bien con la palinología.

## Información etnográfica
Cuando el carbón o la madera proceden de estructuras arqueológicas, madera de construcción, objetos artesanales, suntuosos, instrumentos de música, pecios, etc.

## Información cronológica
Todo fragmento de carbón o madera puede ser datado por radiocarbono, pero siempre después de su identificación botánica por varias razones:
a)	así se sabe qué género o especies se datan; por tanto se puede seguir su historia en una región dada. 
b)	porque con el método de datación se destruye la información botánica.
c)	porque al seleccionar el género o la especie que se data se evitan o se evidencian procesos tafonómicos en la estratigrafía arqueológica.